# Ystrad Tywi
Ystrad Tywi (gallois pour, Vallée du Tywi) est une région du sud-ouest du pays de Galles située sur le deux rives du fleuve Tywi. Bien que l'Ystrad Tywi n'ait jamais constitué un véritable royaume, historiquement ce territoire a fait l'objet de la convoitise de divers souverains du Dyfed, Deheubarth, Seisyllwg, Gwynedd, Morgannwg et des anglo-normands.

## Légende
Dans la première des Quatre Branches du Mabinogi, le récit « Pwyll Pendefig Dyfed » il est dit que le fils de Pwyll, Pryderi, successeur de son père sur le trône de Dyfed annexe les trois cantrefi d'Ystrad Tywi et un quatrième cantref de Ceredigion à son royaume

## Histoire
Au début du VIIIe siècle Ystrad Tywi était une partie du royaume de Dyfed. Vers 730, Seisyll ap Clydog, roi de Ceredigion, s'empare d'Ystrad Tywi au détriment de Rhain ap Cadwgan, roi de Dyfed, et l'annexe à son propre royaume. Le nom de Seisyllwg est donné à ce nouvel État. De ce fait, le Brycheiniog se trouve de nouveau détaché du Dyfed ; Ystrad Tywi ayant antérieurement été joint au second
Dans l'attente de récupérer les domaines contrôlés par son père, Rhodri Mawr, en 894 le roi Anarawd ap Rhodri de Gwynedd, allié avec une troupe d'Anglais de son allié Alfred le Grand, mène une dévastation de l'Ystrad Tywi et du Ceredigion. En 920, Hywel Dda unit enfin le Seisyllwg et le Dyfed, afin de créer le royaume de Deheubarth
À l'époque médiévale Ystrad Tywi est divisé en trois cantrefi : Cantref Mawr sur la rive nord ; Cantref Bychan (en) et Cantref Eginawc (en) sur la rive sud de la rivière. Eginawc, comprenant Gŵyr, Carnywyllawn et Kidwelly, est conquis par les Normands au XIe siècle. Pour le reste du Moyen Âge, seuls les deux autres cantrefi constituent Ystrad Tywi.
Ystrad Tywi est transformé en comté de Carmarthen lorsqu'Édouard Ier d'Angleterre proclame le statut de Rhuddlan en 1284, après sa victoire sur le Prince de Galles Llywelyn ap Gruffudd. Bien que Gŵyr fasse désormais partie du 
Glamorgan, le reste de l'Eginawc est ensuite restitué à l'Ystrad Tywi et joint au Gwarthaf (en), sauf Efelfre, afin de former l'actuel Carmarthenshire.

## Sources
- (en) David Walker, Medieval Wales, Cambridge, Cambridge University Press, 1990 réédition 1999, 235 p. (ISBN 978-0-521-31153-3 et 0-521-31153-5, lire en ligne), p. 235
- (en) Timothy Venning, The Kings & Queens of Wales, Mill Brimscombe Port Stroud, Amberley Publishing,, 2013, 224 p. (ISBN 978-1-4456-1577-6, lire en ligne), p. 488
- (en) Kari Maund, The Welsh Kings : Warriors, warlords and princes, Mill Brimscombe Port Stroud, The History Press, 2006, 262 p. (ISBN 978-0-7524-2973-1), p. 262